# Rio Pardo
Rio Pardo è un comune del Brasile nello Stato del Rio Grande do Sul, parte della mesoregione Centro Oriental Rio-Grandense e della microregione di Cachoeira do Sul.
È il comune di nascita di Carlos Henrique Raposo, il più famoso «giocatore» di calcio a non essere mai sceso in campo.